# Pelegrina proterva
Pelegrina proterva är en spindelart som först beskrevs av Charles Athanase Walckenaer 1837.  Pelegrina proterva ingår i släktet Pelegrina och familjen hoppspindlar. Inga underarter finns listade i Catalogue of Life.